# Clérey-sur-Brenon
Clérey-sur-Brenon est une commune française située dans le département de Meurthe-et-Moselle en région Grand Est.

## Géographie
| Houdreville | Autrey            | Ceintrey                |
|             | Clérey-sur-Brenon |                         |
| Omelmont    |                   | Gerbécourt-et-Haplemont |

### Hydrographie
La commune est dans le bassin versant du Rhin au sein du bassin Rhin-Meuse. Elle est drainée par le Brenon, le ruisseau de la Croix Rouge et le ruisseau de la Vermillere,.
Le Brénon, d'une longueur de 26 km, prend sa source dans la commune de Grimonviller et se jette  dans le Madon à Pulligny, après avoir traversé douze communes. 

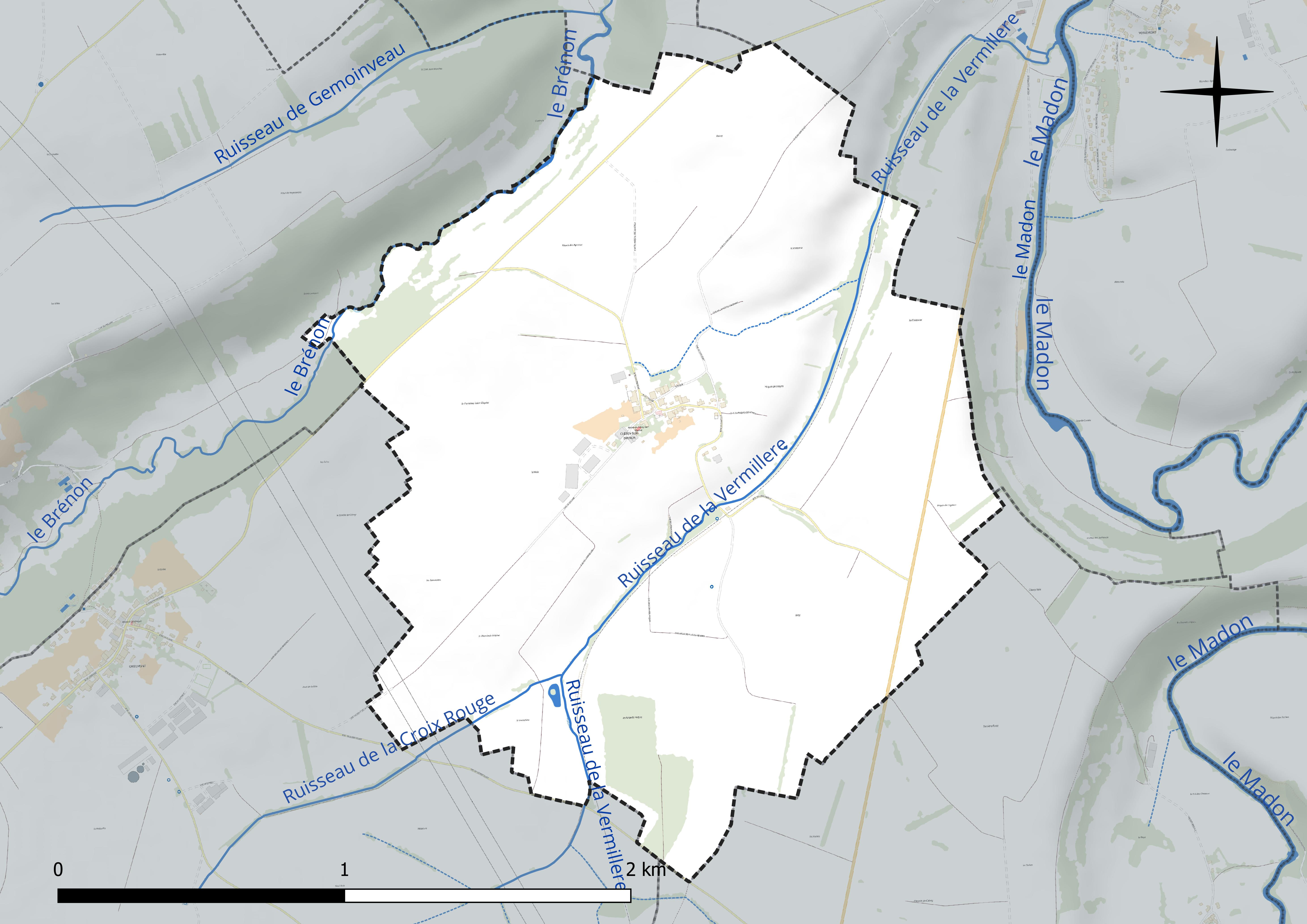
Réseau hydrographique de Clérey-sur-Brenon.

### Climat
Pour des articles plus généraux, voir Climat du Grand Est et Climat de Meurthe-et-Moselle.
En 2010, le climat de la commune est de type climat des marges montargnardes, selon une étude du Centre national de la recherche scientifique s'appuyant sur une série de données couvrant la période 1971-2000. En 2020, Météo-France publie une typologie des climats de la France métropolitaine dans laquelle la commune est exposée à un climat semi-continental et est dans la région climatique  Lorraine, plateau de Langres, Morvan, caractérisée par un hiver rude (1,5 °C), des vents modérés et des brouillards fréquents en automne et hiver. 
Pour la période 1971-2000, la température annuelle moyenne est de 9,7 °C, avec une amplitude thermique annuelle de 17 °C. Le cumul annuel moyen de précipitations est de 816 mm, avec 11,7 jours de précipitations en janvier et 9,3 jours en juillet. Pour la période 1991-2020, la température moyenne annuelle observée sur la station météorologique de Météo-France la plus proche, « Nancy-Ochey », sur la commune d'Ochey à 17 km à vol d'oiseau, est de 10,5 °C et le cumul annuel moyen de précipitations est de 810,4 mm. 
La température maximale relevée sur cette station est de 39,6 °C, atteinte le 25 juillet 2019 ; la température minimale est de −19,1 °C, atteinte le 12 janvier 1987,,. 
Les paramètres climatiques de la commune ont été estimés pour le milieu du siècle (2041-2070) selon différents scénarios d'émission de gaz à effet de serre à partir des nouvelles projections climatiques de référence DRIAS-2020. Ils sont consultables sur un site dédié publié par Météo-France en novembre 2022.

## Urbanisme

### Typologie
Au 1er janvier 2024, Clérey-sur-Brenon est catégorisée commune rurale à habitat dispersé, selon la nouvelle grille communale de densité à sept niveaux définie par l'Insee en 2022.
Elle est située hors unité urbaine. Par ailleurs la commune fait partie de l'aire d'attraction de Nancy, dont elle est une commune de la couronne,. Cette aire, qui regroupe 353 communes, est catégorisée dans les aires de 200 000 à moins de 700 000 habitants,.

### Occupation des sols
L'occupation des sols de la commune, telle qu'elle ressort de la base de données européenne d’occupation biophysique des sols Corine Land Cover (CLC), est marquée par l'importance des territoires agricoles (98,1 % en 2018), une proportion identique à celle de 1990 (98,1 %). La répartition détaillée en 2018 est la suivante : terres arables (70,7 %), prairies (27,4 %), forêts (1,9 %). L'évolution de l’occupation des sols de la commune et de ses infrastructures peut être observée sur les différentes représentations cartographiques du territoire : la carte de Cassini (XVIIIe siècle), la carte d'état-major (1820-1866) et les cartes ou photos aériennes de l'IGN pour la période actuelle (1950 à aujourd'hui).

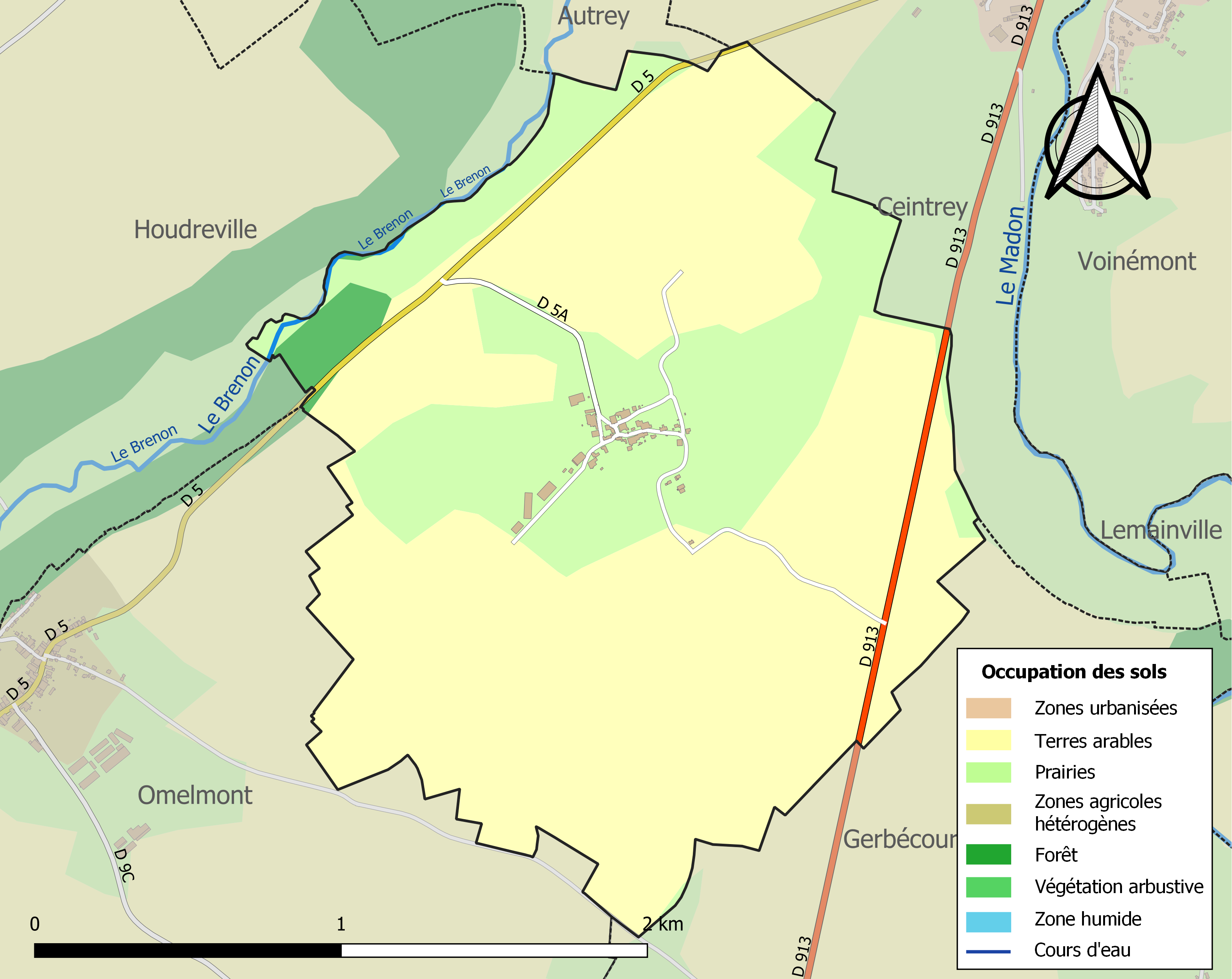
Carte des infrastructures et de l'occupation des sols de la commune en 2018 (CLC).

## Toponymie
Le nom de la localité est attesté sous les formes « In comitatu Pontinse, in loco qui vocatur Clarevis » (vers 925) ; Claregium (1034) ; Clarey-près-d’Autrey (1385) ; Clarei et Clarey (1408) ; Cleiry (1424) ; Clery (1600) ; Clairey-sur-Madon (1779).

Nom, d'un ancien lieu-dit, d'une ancienne propriété rurale, devenu nom de famille héréditaire à partir du XIIe siècle.
Le Brénon ou Brenon est une rivière du Grand Est qui coule dans la zone géographique du Saintois, dans le département de Meurthe-et-Moselle, en région Grand Est.

## Politique et administration
| Période                                  | Période      | Identité           | Étiquette | Qualité                              |
| ---------------------------------------- | ------------ | ------------------ | --------- | ------------------------------------ |
| Les données manquantes sont à compléter. |              |                    |           |                                      |
| mars 2001                                | mai 2020     | Jean-Daniel Henry  |           | Agriculteur exploitant               |
| mai 2020                                 | février 2024 | Jean Daniel Henry, |           | Agriculteur sur moyenne exploitation |
| avril 2024                               | En cours     | Yann Timon         |           |                                      |

## Population et société

### Démographie
L'évolution du nombre d'habitants est connue à travers les recensements de la population effectués dans la commune depuis 1793. Pour les communes de moins de 10 000 habitants, une enquête de recensement portant sur toute la population est réalisée tous les cinq ans, les populations de référence des années intermédiaires étant quant à elles estimées par interpolation ou extrapolation. Pour la commune, le premier recensement exhaustif entrant dans le cadre du nouveau dispositif a été réalisé en 2008.

En 2022, la commune comptait 57 habitants, en évolution de −18,57 % par rapport à 2016 (Meurthe-et-Moselle : −0,13 %, France hors Mayotte : +2,11 %).
| 1793 | 1800 | 1806 | 1821 | 1831 | 1836 | 1841 | 1846 | 1851 |
| ---- | ---- | ---- | ---- | ---- | ---- | ---- | ---- | ---- |
| 105  | 89   | 116  | 126  | 130  | 142  | 141  | 141  | 141  |

| 1856 | 1861 | 1872 | 1876 | 1881 | 1886 | 1891 | 1896 | 1901 |
| ---- | ---- | ---- | ---- | ---- | ---- | ---- | ---- | ---- |
| 132  | 133  | 143  | 147  | 134  | 117  | 110  | 120  | 120  |

| 1906 | 1911 | 1921 | 1926 | 1931 | 1936 | 1946 | 1954 | 1962 |
| ---- | ---- | ---- | ---- | ---- | ---- | ---- | ---- | ---- |
| 111  | 103  | 87   | 105  | 103  | 97   | 85   | 88   | 92   |

| 1968 | 1975 | 1982 | 1990 | 1999 | 2006 | 2008 | 2013 | 2018 |
| ---- | ---- | ---- | ---- | ---- | ---- | ---- | ---- | ---- |
| 70   | 52   | 59   | 49   | 68   | 65   | 64   | 69   | 63   |

| 2022 | - | - | - | - | - | - | - | - |
| ---- | - | - | - | - | - | - | - | - |
| 57   | - | - | - | - | - | - | - | - |

## Culture locale et patrimoine

### Lieux et monuments
La rue dite "de Velaine" se prolongeant par le chemin du même nom menait autrefois au château de Velaine dont il ne reste rien. C'est alors que Vézelise et Vaudémont se seraient développées.
- Église paroissiale Saint-Élophe.

Constituée d'une tour du XIIIe siècle, d'une nef du XVe siècle et d'un chevet plat réparé en 1723, date portée sur un des contreforts ; foudroyé en 1972, le clocher a été remis en état en 1974.
- Chapelle du calvaire

Le curé Vuillaume, fâché avec son successeur, fit construire cette chapelle juste en face de l'église, vers 1890. Cependant, on trouve des traces de peintures anciennes sous les enduits refaits et il se pourrait qu'il y ait eu autre chose antérieurement. Derrière cette chapelle se trouve  une chambre à four et un peu plus loin un puits. Un des murs de soubassement de la maison actuelle a une épaisseur relativement importante avec un autre puits. L'orientation de l'édifice est à l'opposé de l'église actuelle, et entre les deux se trouvait il y a fort longtemps un cimetière qui a aujourd'hui disparu. La datation de la porte basse pourrait être du XVIe ou XVIIe siècle, comme les peintures trouvées en dessous des plâtres ainsi que le Christ. À l'origine pouvait exister une chapelle funéraire ou votive.
- Chapelle de Notre-Dame-de-Pitié, première moitié du XIXe siècle (?)

### Héraldique
| Blason de Clérey-sur-Brenon | Blason  | D'argent à la fasce ondée d'azur chargée d'un léopard d'or; vêtu d'un burelé d'argent et de sable. |
| Blason de Clérey-sur-Brenon | Détails | Le statut officiel du blason reste à déterminer.                                                   |